# Valencianisches Museum für Ethnologie

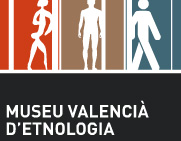
Logografie

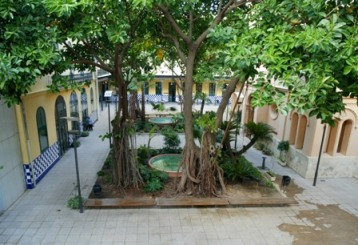
Innenhof des Centre Cultural la Beneficència

Das Valencianische Museum für Ethnologie (Museu Valencià d’Etnologia) wurde 1982 gegründet und 1983 der Öffentlichkeit zugänglich gemacht. Seine Ziele sind die Forschung und Verbreitung von Kenntnissen im Gebiet der Ethnologie und Anthropologie mittels Schaffung eines Kenntnis- und Reflexionsraumes hinsichtlich zweier  sich ergänzenden Bereiche der für die Menschen kennzeichnenden, kulturellen Vielfalt:
- Einerseits, des eigentümlich valencianischen, welcher auf den kulturellen Mustern der traditionellen, valencianischen Gesellschaft und ihrem  Übergang zur Industriegesellschaft beruht, ohne dabei die neuen kulturellen Formen der Gegenwart außer Acht zu lassen.
- Andererseits, des allgemeinen Bereiches aller Kulturen, von denen des das Land València umrandenden Mittelmeers, bis hin zu denen entfernterer Regionen der Welt.

Dieses Zentrum unterliegt der Verwaltung der Diputació de València und hat seinen Sitz im Centre Cultural la Beneficència (Kulturzentrum la Beneficència)  in der Stadt València.

## Tätigkeiten
Das Museum beherbergt drei permanente Ausstellungen: La ciutat viscuda. Ciutats valencianes en trànsit 1800–1940 (Die gelebte Stadt. Valencianische Städte im Übergang 1800–1940), Horta i marjal (Nutzgarten und Moor) sowie Secà i muntanya (Trockenfeldbauland und Berge), die jeweils die Stadtsräume, die Nutzgärten und Moore, und die Trockenfeldbau- und Berglandschaften des valencianischen Territoriums behandeln. Zusätzlich werden Wander- und befristete Ausstellungen und didaktische Workshops organisiert. Das Museum führt auch eine Forschungstätigkeit aus, die sich in verschiedenen Projekten und der Ausschreibung für den Bernat-Capó-Preis für die Verbreitung der Volkskultur verwirklicht. Außerdem gibt das Museum etliche periodische Publikationen heraus: Revista valenciana d’etnologia, den Newsletter BETNO und die Sammelwerke Temes d’etnografia valenciana und Ethnos. Es verfügt über eine in Ethnologie und Anthropologie spezialisierte Bibliothek sowie ein Dokumentationszentrum. Die Einrichtungen des Museums erstrecken sich bis zum alten psychiatrischen Krankenhaus von Bétera, wo eine Sammlung von ungefähr 10.000 Gegenständen gelagert und katalogisiert wird.